# Nick Cannella
Nick Cannella, pseud. "nitr0" (ur. 16 sierpnia 1995) – amerykański profesjonalny gracz Counter-Strike: 1.6 i Counter-Strike: Global Offensive, będący kapitanem organizacji Team Liquid. Były członek takich zespołów jak Area 51 Gaming, Denial eSports, iBUYPOWER czy Torqued. Dotychczas w swojej karierze zarobił ok. 882 tysiące dolarów.

## Historia
Nick rozpoczął swoją karierę w 2014 roku w zespole Area 51 Gaming, w którym nic nie udało mu się osiągnąć. 16 października 2014 roku dołączył do amerykańskiego Denial eSports, w którym wygrał swój pierwszy profesjonalny turniej - John Wick Invitational, wygrywając 10 tysięcy dolarów. Przełomowym momentem w karierze Nicka było wstąpienie w szeregi organizacji Team Liquid, 13 stycznia 2015 roku.

## Większe osiągnięcia[3][4]
- 1 miejsce - John Wick Invitational (2014)
- 3/4 miejsce -  Clutch Con 2015 (2015)
- 2 miejsce -  Alienware Area 51 Cup #1 (2015)
- 2 miejsce - HTC Reborn Invitational (2015)
- 1 miejsce -  HyperX CS:GO Clash (2015)
- 1 miejsce - RGN Pro Series NA (2015)
- 1 miejsce - CS:GO Championship Series: Season 1 - Group Stage (2015)
- 1 miejsce -  iBUYPOWER Invitational 2015 - Fall (2015)
- 5/8 miejsce -  DreamHack Open Stockholm 2015 (2015)
- 2 miejsce - iBUYPOWER Cup (2015)
- 1 miejsce - ESL ESEA Pro League Season 2 - North America (2015)
- 3 miejsce -  RGN Pro Series (2015)
- 3/4 miejsce - Intel Extreme Masters X - San Jose (2015)
- 2 miejsce - iBUYPOWER Invitational 2016 - Spring (2016)
- 3/4 miejsce -  MLG Major Championship: Columbus 2016 (2016)
- 3/4 miejsce - DreamHack Open Austin 2016 (2016)
- 2 miejsce - ESL One: Cologne 2016 (2016)
- 3/4 miejsce - ESL One: New York 2016 (2016)
- 3/4 miejsce - ESL Pro League Season 5 - Finals (2017)
- 2 miejsce - ESG Tour Mykonos 2017 (2017)
- 2 miejsce - ESL One: New York 2017 (2017)
- 1 miejsce -  Americas Minor Championship - Boston 2018 (2017)
- 3/4 miejsce - iBUYPOWER Masters 2017 (2017)
- 1 miejsce - cs_summit 2 (2018)
- 3 miejsce - StarLadder & i-League StarSeries Season 4 (2018)
- 3/4 miejsce - Intel Extreme Masters XII - World Championship (2018)
- 2 miejsce -  iBUYPOWER Invitational - Spring 2018 (2018)
- 2 miejsce - ESL Pro League Season 7 - Finals (2018)
- 2 miejsce - Esports Championship Series Season 5 - Finals (2018)
- 3/4 miejsce - ESL One: Belo Horizonte 2018 (2018)
- 2 miejsce - ELEAGUE CS:GO Premier 2018 (2018)
- 3/4 miejsce - FACEIT Major: London 2018 (2018)
- 2 miejsce - ESL One: New York 2018 (2018)
- 3/4 miejsce - EPICENTER 2018 (2018)
- 2 miejsce - Intel Extreme Masters XIII - Chicago (2018)
- 2 miejsce - ESL Pro League Season 8 - Finals (2018)
- 1 miejsce -  iBUYPOWER Masters IV (2019)
- 5/8 miejsce - Intel Extreme Masters XIII - Katowice Major 2019 (2019)
- 2 miejsce - BLAST Pro Series: São Paulo 2019 (2019)
- 2 miejsce -  BLAST Pro Series: Miami 2019 (2019)
- 1 miejsce -  Intel Extreme Masters XIV - Sydney (2019)
- 2 miejsce - cs_summit 4 (2019)
- 1 miejsce - DreamHack Masters Dallas 2019 (2019)
- 1 miejsce - GG.Bet Cologne Invitational (2019)
- 1 miejsce -  ESL Pro League Season 9 - Finals (2019)
- 1 miejsce - Intel Grand Slam Season 2 (2019)
- 1 miejsce - ESL One: Cologne 2019 (2019)
- 1 miejsce - BLAST Pro Series: Los Angeles 2019 (2019)
- 1 miejsce - Intel Extreme Masters XIV - Chicago (2019)